# Reuzenlijstergaai
De reuzenlijstergaai (Ianthocincla maxima, voorheen Garrulax maximus) is een zangvogel uit de familie Leiothrichidae.

## Verspreiding en leefgebied
Deze soort komt voor van zuidoostelijk Tibet tot zuidelijk China.

## Status
De grootte van de populatie is niet gekwantificeerd maar de soort wordt omschreven als plaatselijk algemeen. Op de Rode lijst van de IUCN heeft deze soort de status niet bedreigd.